# Модул стишљивости
Модул стишљивости ({\displaystyle K} или {\displaystyle B}) супстанције је мера колико је та супстанција отпорна на компресију. Дефинише се као однос инфинитезималног повећања притиска и резултујућег релативног смањења запремине.
Други модули описују одговор материјала (в. деформације) на разне врсте напрезања: модул смицања описује резултате смицања, а Јангов модул резултате линеарног напрезања. За течности, само модул стишљивости има смисла. За комплексне анисотропичне чврсте материје као што је дрво или папир, ова три модула не садрже довољно информација да се опише њихово понашање, па мора да се користи потпуно генерализовани Хуков закон.